# علم الجينوم الحاسوبي
علم الجينوم الحاسوبي يُشير إلى استخدام التحليل الحاسوبي لحل شفرة علم الأحياء من تسلسلات الجينوم والبيانات ذات الصلة،  بما في ذلك كل من تسلسل الحمض النووي الريبوزي منقوص الأكسجين والحمض الريبي النووي فضلاً عن غيرها من بيانات «علم الجينوم» القائم (أي البيانات التجريبية التي تم الحصول عليها من خلال التقنيات التي تتطلب تسلسل الجينوم، مثل مصفوفة دنا الدقيقة الجينومية). وبالمثل، ربما يُنظر إلى علم الجينوم الحاسوبي كمجموعة فرعية من المعلوماتية الحيوية، ولكن من خلال تركيز على استخدام مجموعة الجينوم كاملة (وليس الجينات الفردية) لفهم مبادئ كيفية سيطرة أنواع الحمض النووي الريبوزي منقوص الأكسجين على علم الأحياء على مستوى الجزيء وما بعده. ومن خلال التدفق الحالي لمجموعات البيانات البيولوجية الضخمة، فقد أصبحت الدراسات الحاسوبية واحدة من أهم وسائل الاكتشاف البيولوجية.

## معلومات تاريخية
تشترك جذور علم الجينوم الحاسوبي مع جذور المعلوماتية الحيوية. وخلال فترة الستينيات من القرن العشرين، جمعت مارغريت دايهوف وغيرها في مؤسسة الأبحاث الطبية الحيوية الوطنية قواعد بيانات عن سلاسل البروتين المتماثل لدراسة التطور. حيث طورت أبحاثهم شجرة المحتد التي حددت التغيرات التطورية التي كانت مطلوبة لنوع محدد من البروتينات ليتغير إلى بروتين آخر استنادًا إلى التسلسلات الأساسية لـ الأحماض الأمينية. قادهم ذلك إلى إنشاء مصفوفة تسجيل تحدد احتمال ارتباط أحد البروتينات بغيرها.
وبداية من ثمانينيات القرن العشرين، بدأ تسجيل قواعد بيانات تسلسلات الجينوم، ولكن ذلك فرض تحديات جديدة في شكل الأبحاث ومقارنة قواعد البيانات بالمعلومات الجينية. وعلى عكس خوارزميات البحث عن الأبحاث النصية المستخدمة على مواقع الإنترنت مثل جوجل أو ويكيبيديا، يتطلب البحث عن المجموعات المتشابهة وراثيًّا العثور على المجموعات غير المتطابقة ببساطة، ولكن المتشابهة. وبالتالي أدى ذلك إلى تطوير خوارزمية نيدلمان-ونش (Needleman-Wunsch) التي تُعد خوارزمية برمجة ديناميكية لمقارنة مجموعات من تسلسلات الأحماض الأمينية مع بعضها باستخدام مصفوفات تسجيل مستمدة من الأبحاث الأولية لدايهوف. ومؤخرًا، تم تطوير خوارزمية بلاست للقيام لتنفيذ الأبحاث بصورة أسرع وأكثر مثالية وفقًا لقواعد بيانات التسلسل الوراثي. وعلى الأرجح تُعد بلاست ومشتقاتها الخوارزميات الأكثر استخدامًا على نطاق واسع لهذا الغرض.
يتزامن ظهور عبارة «علم الجينوم الحاسوبي» مع توفر الجينومات المتسلسلة الكاملة في الفترة من منتصف إلى أواخر تسعينيات القرن العشرين. لقد تم تنظيم الاجتماع الأول للمؤتمر السنوي حول علم الجينوم الحاسوبي من قبل علماء من معهد أبحاث الجينوم (TIGR) عام 1998، وإعداد منتدى لهذا التخصص وتمييزه بفعالية لهذا المجال من العلوم عن المجالات العامة لـ علم الجينوم أو علم الأحياء الحاسوبية. كان الاستخدام الأول لهذا المصطلح في المطبوعات العلمية، وفقًا لملخصات نظام تحليل واسترجاع المطبوعات الطبية على الإنترنت، كان قبل سنة واحدة فقط في أبحاث الأحماض النووية. وعُقد مؤتمر علم الجينوم الحاسوبي الأخير في عام 2006، حيث أظهر النقاش الفكرة الرئيسية لباري مارشال (Barry Marshall) الحائز على جائز نوبل والمشارك في اكتشاف العلاقة بين الملوية البوابية وقرحة المعدة. واعتبارًا من عام 2010، اشتملت المؤتمرات الرائدة في المجال على الأنظمة الذكية للبيولوجيا الجزيئية (الأنظمة الذكية للبيولوجيا الجزيئية) وأبحاث في البيولوجيا الجزيئية الحاسوبية ومختبر كولد سبرنج هاربو واجتماعات معهد سانجر بعنوان «بيولوجيا الجينوم» و«معلوماتية الجينوم».
وبالتالي فقد ساعد تطور الرياضيات بمساعدة الحاسوب (استخدام منتجات مثل الماثماتيكا أو الماتلاب) المهندسين وعلماء الرياضيات والكمبيوتر على بدء العمل في هذا المجال ومن ثم تظهر مجموعة عامة من
دراسات الحالة والبراهين للحالة العامة والتي تتراوح بين مقارنات الجينوم الكاملة وتحليل التعبير الجيني. أدى ذلك إلى تزايد معدل تقديم الأفكار المختلفة، بما في ذلك مفاهيم من الأنظمة والضوابط ونظرية المعلومات وتحليل السلاسل والتنقيب في البيانات. ومن بين أحدث التطورات في مجال تحليل الجينوم لعام (2012) هي أنماط الحمض النووى الريبوزي منقوص الأكسجين المستخدمة لفك شفرة المعلومات المحتواة في الحمض النووى الريبوزي منقوص الأكسجين من خلال علم التشفير. ومن المتوقع أن تصبح المناهج الحاسوبية وتظل موضوعًا قياسيًا للبحث والتعليم، في حين أن الطلبة الطلقاء في كلا الموضوعين يبدأون في التشكل في الدورات المتعددة التي تم إنشاؤها في السنوات القليلة الماضية.

## إسهامات أبحاث علم الجينوم الحاسوبي في علم الأحياء
تشتمل إسهامات أبحاث علم الجينوم الحاسوبي في علم الأحياء على:
- اكتشاف أنماط دقيقة في تسلسلات علم الجينوم [9]
- اقتراح شبكات التأشير الخلوية
- اقتراح آليات تطور الجينوم
- التنبؤ بالمواقع الدقيقة لجميع جينات الإنسان باستخدام تقنيات علم الجينوم المقارن من خلال العديد من أنواع الثدييات والفقاريات.
- التنبؤ بمناطق علم الجينوم المحفوظة التي ترتبط بـ تطوير التخلق المضغي المبكر.
- اكتشاف الروابط المحتملة بين الأفكار الرئيسية المتسلسلة المتكررة والإفرازات الجينية المرتبطة بالأنسجة.
- قياس مناطق الجينوم التي خضعت بشكل غير عادي للتطور السريع

## أحدث التطورات (من عام 2012)

### نموذج الحاسوب الأول لكائن حي
أسفرت الجهود المشتركة بين جامعة ستانفورد ومعهد جيه كريغ فنتر J. Craig Venter عن ابتكار أول محاكاة لبرمجيات كائن حي بالكامل. حيث تُعد المفطورة التناسلية هي أصغر الكائنات الحية الحرة، حيث يوجد بها 525 جينًا تم تحديدهم بشكل كامل. ووفقًا للبيانات المستخرجة من أكثر من 900 بحث علمي أُعد عن البكتيريا، طور الباحثون نموذج البرمجيات باستخدام مناهج البرمجة المرتكزة على الكائن. وبالتالي تقلد سلسلة الوحدات الوظائف المختلفة للخلية ومن ثم دمجهما معًا في كائن حي محاكى. وتعمل المحاكاة في مجموعة مكونة من 128 جهاز حاسوب، وتقوم بإعادة العمر الافتراضي الكامل للخلية على المستوى الجزيئي واستنساخ تفاعلات الجزيئات في عمليات الخلية بما في ذلك التمثيل الغذائي وانقسام الخلايا. وبصورة توافقية، تستغرق عملية محاكاة تقسيم خلية واحدة حوالي 10 ساعات، وهو تقريبًا نفس الزمن الذي تستغرقه خلية حية في بيئتها الطبيعية.
بينما ستعمل «خلية السيليكون» كمختبرات محوسبة حيث ستقوم بأداء التجارب التي يصعب القيام بها على الكائن الحي الفعلي أو يمكن تنفيذ إجراءات بصورة أسرع بكثير. وبالتالي ستشتمل التطبيقات على فحص أسرع للمركبات الجديدة وفهم المبادئ والسلوك الخلوي الأساسيين.

## وصلات خارجية
- Harvard Extension School Biophysics 101, Genomics and Computational Biology, http://www.courses.fas.harvard.edu/~bphys101/info/syllabus.html
- University of Bristol course in Computational Genomics, http://www.computational-genomics.net/